# بامبوری سمنت
بامبوری سمنت (انگلیسی: Bamburi Cement) شرکت ساخت‌وساز کنیایی است، که در سال ۱۹۵۱ تأسیس شد.